# Rebecca Marino

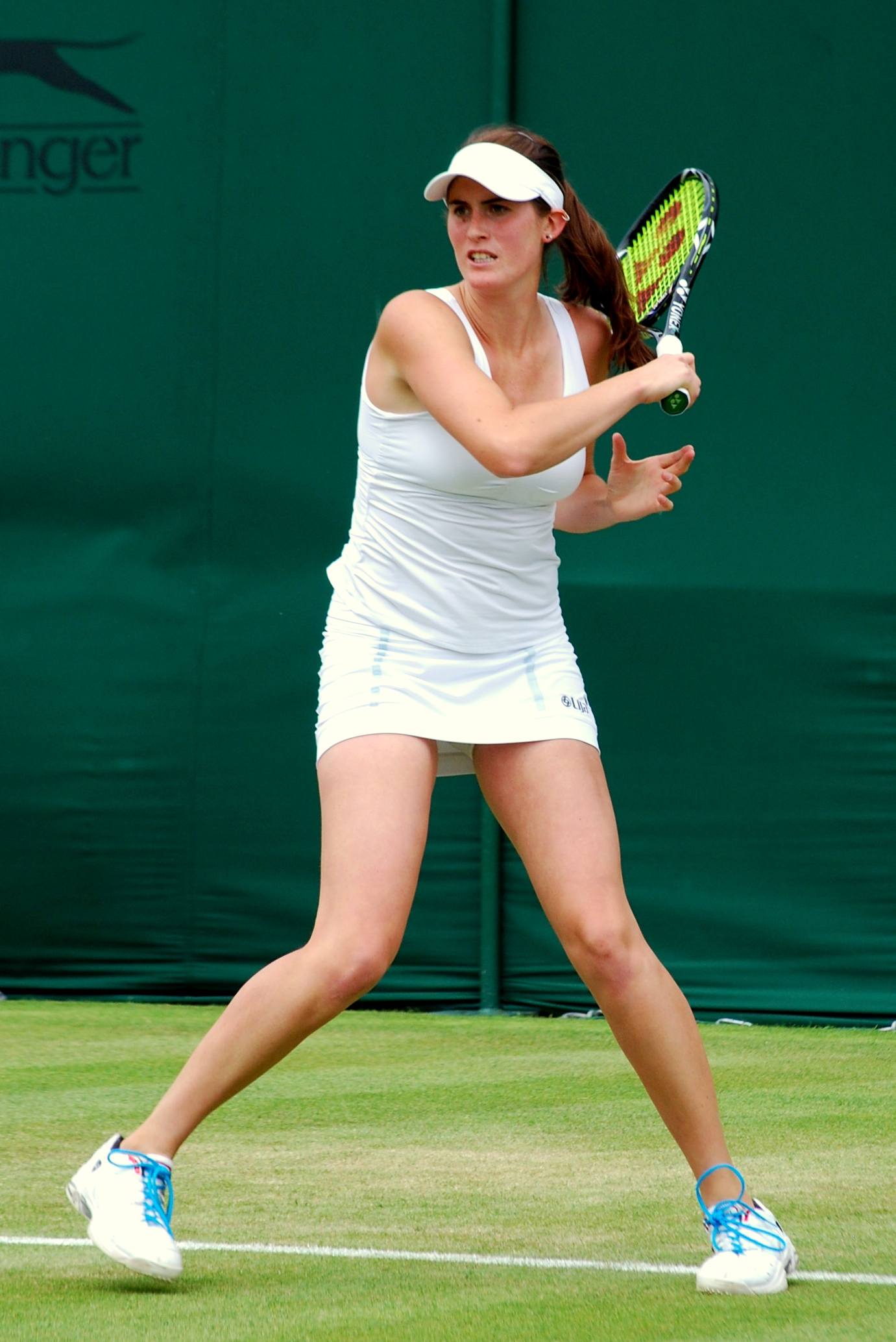
Tay vợt nữ Rebecca Marino

Rebecca Marino (sinh ngày 16 tháng 12 năm 1990) là một vận động viên môn quần vợt chuyên nghiệp người Canada đã từng vươn đến vị trí thứ 38 thế giới vào giữa năm 2011, khi mới 20 tuổi và nổi danh với cú giao bóng uy lực thuộc hàng nhất làng quần vợt nữ, cú thuận tay rất tốt trong môn quần vợt này cộng với chiều cao lên đến 1,85m. Rebecca sinh ra tại Toronto trong một gia đình gốc Ý. Cô bắt đầu chơi quần vợt lúc lên 10 tuổi Vào năm 2009, cô dọn đến Montréal. Vào năm 2013, cô tuyên bố giã từ sự nghiệp của mình vì không chịu nổi những chỉ trích, xỉ vả cay cú từ mạng xã hội và đã mắc trầm cảm vì mạng xã hội.